# Klintebjerg
 For alternative betydninger, se Klintebjerg (Nordfyns Kommune).
Klintebjerg er et område i Klint i Odsherred Kommune. Området ligger som et bjerg helt ud til Kattegatkysten. De op til 35 meter høje klinter står nærmest som en mur ud mod havet. Området har i første halvdel af forrige århundrede været udnyttet til grus- og kalkgravning.
Klintebjerg er en morænebakke dannet under den sidste istid. Da isen trak sig tilbage, strømede smeltevand forbi fra Nordskandinavien, og der aflejredes materiale, som blev bragt med af isen. Efterhånden lå Klintebjerg som en smeltevandsbakke på en stor slette. 
Et område på 31 hektar   blev fredet i 1967 